# Charles Dance
Walter Charles Dance OBE (Redditch, 1946. október 10. –) angol színész, forgatókönyvíró és filmrendező.
Ismertebb alakításai közé tartozik Tywin Lannister a Trónok harca című drámasorozatban, továbbá szerepelt A korona ékköve (1984) és A postamester (2010) című minisorozatokban, valamint az Aranygyermek (1986), A végső megoldás: Halál (1992), Az utolsó akcióhős (1993), Az ismeretlen Drakula (2014) és a Kódjátszma (2014) című filmekben. Szinkronszínészként közreműködött a The Witcher 3: Wild Hunt (2015) című videójáték elkészítésében.
Rendezőként és forgatókönyvíróként 2004-ben debütált a Hölgyek levendulában című filmdrámával.

## Filmográfia

### Film
| Év   | Magyar cím                          | Eredeti cím                      | Szerep                                          | Magyar hang            |
| ---- | ----------------------------------- | -------------------------------- | ----------------------------------------------- | ---------------------- |
| 1981 | Szigorúan bizalmas                  | For Your Eyes Only               | Claus                                           |                        |
| 1985 | Bőség                               | Plenty                           | Raymond Brock                                   | Mihályi Győző          |
| 1986 | Aranygyermek                        | The Golden Child                 | Sardo Numspa                                    | Fülöp Zsigmond         |
| 1987 | Úri passziók                        | White Mischief                   | Josslyn Hay, Erroll grófja                      | Jakab Csaba            |
| 1987 | Úri passziók                        | White Mischief                   | Josslyn Hay, Erroll grófja                      | Dunai Tamás            |
| 1987 | Jó reggelt, Babilónia!              | Good Morning, Babylon            | Paolo és Vittorio Taviani                       |                        |
| 1987 | A rejtett város                     | Hidden City                      | James Richards                                  | Helyey László          |
| 1988 | Pascali szigete                     | Pascali's Island                 | Anthony                                         | Helyey László          |
| 1988 | Pascali szigete                     | Pascali's Island                 | Anthony                                         | Barbinek Péter         |
| 1988 | Pascali szigete                     | Pascali's Island                 | Anthony                                         | Berzsenyi Zoltán       |
| 1992 | A végső megoldás: Halál             | Alien 3                          | Dr. Jonathan Clemens                            | Helyey László          |
| 1992 |                                     | La valle di pietra               | L'agrimensore                                   |                        |
| 1993 | Az utolsó akcióhős                  | Last Action Hero                 | Benedict                                        | Székhelyi József       |
| 1993 | Az utolsó akcióhős                  | Last Action Hero                 | Benedict                                        | Epres Attila           |
| 1993 |                                     | Century                          | Mandry professzor                               |                        |
| 1994 | Porcelánhold                        | China Moon                       | Rupert Monro                                    | Sinkovits-Vitay András |
| 1994 | Kabloonak                           | Kabloonak                        | Robert J. Flaherty                              | Szakácsi Sándor        |
| 1994 |                                     | Desvío al paraíso                | Qiunn                                           |                        |
| 1995 | Terápia                             | Exquisite Tenderness             | Dr. Ed Mittlesbay                               | Ujréti László          |
| 1996 | Űrkamionosok                        | Space Truckers                   | Nabel / Macanudo                                | Kulka János            |
| 1996 | Michael Collins                     | Michael Collins                  | Soames                                          | Várkonyi András        |
| 1997 |                                     | The Blood Oranges                | Cyril                                           |                        |
| 1998 | Perlekedő szerelem                  | What Rats Won't Do               | Gerald Burton Jr.                               | Kovács István          |
| 1998 | Hilary és Jackie                    | Hilary and Jackie                | Derek du Pré                                    | Harsányi Gábor         |
| 1999 | Ne törd össze a szívem!             | Don't Go Breaking My Heart       | Frank                                           | Rosta Sándor           |
| 2001 | Gosford Park                        | Gosford Park                     | Raymond Stockbridge                             | Pathó István           |
| 2001 |                                     | Jurij                            | Padre di Jurij                                  |                        |
| 2001 | Sötétkék égbolt                     | Tmavomodrý svět                  | Bentley parancsnok                              |                        |
| 2002 | Fekete és fehér                     | Black and White                  | Roderic Chamberlain                             | Szokolay Ottó          |
| 2002 | Ali G Indahouse                     | Ali G Indahouse                  | David Carlton                                   | Szokolay Ottó          |
| 2002 | Ali G Indahouse                     | Ali G Indahouse                  | David Carlton                                   | Fülöp Zsigmond         |
| 2003 | Uszoda                              | Swimming Pool                    | John Bosload                                    | Helyey László          |
| 2003 |                                     | Labyrinth                        | Charles Lushington                              |                        |
| 2003 |                                     | City and Crimes                  | Cox William                                     |                        |
| 2004 | Hölgyek levendulában                | Ladies in Lavender               | filmrendező, forgatókönyvíró és vezető producer |                        |
| 2006 |                                     | Dolls                            | narrátor                                        |                        |
| 2006 | Füles                               | Scoop                            | Mr. Malcom                                      | Perlaki István         |
| 2006 |                                     | Twice Upon a Time                | ceremóniamester                                 |                        |
| 2006 | A nagy kvízválasztó                 | Starter for 10                   | Michael Harbinson                               | Bartók László          |
| 2007 | A mesterlövész                      | The Contractor                   | Andrew Windsor                                  | Kulka János            |
| 2007 | Függők                              | Intervention                     | magánnyomozó                                    |                        |
| 2010 |                                     | Paris Connections                | Aleksandr Borinski                              |                        |
| 2010 |                                     | The Commuter (rövidfilm)         | parkolóőr                                       |                        |
| 2011 | Lovagok háborúja – Harc a végsőkig  | Ironclad                         | Stephen Langton érsek                           | Barbinek Péter         |
| 2011 | Király!                             | Your Highness                    | Tallious király                                 | Rosta Sándor           |
| 2011 |                                     | There Be Dragons                 | Monsignor Solano                                |                        |
| 2012 | Az éjfél gyermekei                  | Midnight's Children]             | William Methwold                                | Kertész Péter          |
| 2012 | Underworld: Az ébredés              | Underworld: Awakening            | Thomas                                          | Cs. Németh Lajos       |
| 2012 |                                     | St George's Day                  | Trenchard                                       |                        |
| 2013 |                                     | Patrick                          | Dr. Roget                                       |                        |
| 2013 | Justin, a hős lovag                 | Justin and the Knights of Valour | Legantir (hangja)                               | Tahi Tóth László       |
| 2014 |                                     | Viy                              | Lord Dudley                                     |                        |
| 2014 | Az ismeretlen Drakula               | Dracula Untold                   | Vámpírmester                                    | Dunai Tamás            |
| 2014 | Kódjátszma                          | The Imitation Game               | Alastair Denniston parancsnok                   | Barbinek Péter         |
| 2015 | Victor Frankenstein                 | Victor Frankenstein              | Frankenstein báró                               |                        |
| 2015 | Az admirális                        | Michiel de Ruyter                | II. Károly király                               | Perlaki István         |
| 2015 | Hölgy aranyban                      | Woman in Gold                    | Sherman                                         | Rosta Sándor           |
| 2015 | A 44. gyermek                       | Child 44                         | Gracsov őrnagy                                  | Dunai Tamás            |
| 2016 | Büszkeség és balítélet meg a zombik | Pride and Prejudice and Zombies  | Mr. Bennet                                      | Dunai Tamás            |
| 2016 | Mielőtt megismertelek               | Me Before You                    | Stephen Traynor                                 | Rosta Sándor           |
| 2016 | Szellemirtók                        | Ghostbusters                     | Harold Filmore                                  | Ujréti László          |
| 2016 |                                     | Despite the Falling Snow         | Old Alexander                                   |                        |
| 2016 | Underworld – Vérözön                | Underworld: Blood Wars           | Thomas                                          | Cs. Németh Lajos       |
| 2017 |                                     | Euphoria                         | Mr. Daren                                       |                        |
| 2017 |                                     | That Good Night                  | A látogató                                      |                        |
| 2018 | Johnny English újra lecsap          | Johnny English Strikes Again     | Hetes ügynök (cameo)                            | Barbinek Péter         |
| 2018 |                                     | Happy New Year, Colin Burstead   | Bertie                                          |                        |
| 2019 | Godzilla II. – A szörnyek királya   | Godzilla: King of the Monsters   | Alan Jonah                                      | Ujréti László          |
| 2019 | A sárkánypecsét rejtélye            | Viy 2: Journey to China          | Lord Dudley                                     | Koncz István           |
| 2019 |                                     | Fanny Lye Deliver'd              | John Lye                                        |                        |
| 2020 |                                     | The Book of Vision               | Johan Anmuth                                    |                        |
| 2020 | Mank                                | Mank                             | William Randolph Hearst                         |                        |
| 2021 | King’s Man: A kezdetek              | The King's Man                   | Herbert Kitchener                               | Barbinek Péter         |
| 2022 | A jég ellen                         | Against the Ice                  | Niels Neergaard                                 | Barbinek Péter         |
| 2022 |                                     | Lancaster                        | narrátor                                        |                        |
| 2022 |                                     | The Hanging Sun                  | Jacob                                           |                        |
| 2024 | Az első ómen                        | The First Omen                   | Harris atya (cameo)                             | Barbinek Péter         |
| 2024 |                                     | Rumours                          | Edison Wolcott                                  |                        |
| 2024 |                                     | Amanece en Samaná                | Noah Blum                                       |                        |

### Televízió

#### Tévéfilm
| Év   | Magyar cím                       | Eredeti cím                                  | Szerep                              | Magyar hang   |
| ---- | -------------------------------- | -------------------------------------------- | ----------------------------------- | ------------- |
| 1987 | Ég és föld között                | Out on a Limb                                | Gerry Stamford                      | Vass Gábor    |
| 1988 | Sötétségből a fénybe             | Out of the Shadows                           | Michael Hayden                      | Ujréti László |
| 1989 | Egy titkos ügynök magánélete     | Goldeneye: The Secret Life of Ian Fleming    | Ian Fleming                         | Máté Gábor    |
| 1990 | Az operaház fantomja             | The Phantom of the Opera                     | Erik, Az Operaház Fantomja          | Dunai Tamás   |
| 1996 | Hullámtörés                      | Undertow                                     | Lyle Yates                          |               |
| 1997 | Segíts az ellenségen!            | In the Presence of Mine Enemies              | Richter százados                    |               |
| 2001 |                                  | The Life and Adventures of Nicholas Nickleby | Ralph Nickleby                      |               |
| 2003 | VIII. Henrik                     | Henry VIII                                   | Edward Stafford, Buckingham hercege | Szokolay Ottó |
| 2003 |                                  | Trial & Retribution                          | Greg Harwood                        |               |
| 2003 |                                  | Looking for Victoria                         | Charles Greville                    |               |
| 2004 |                                  | When Hitler Invaded Britain                  | dokumentumfilm narrátora            |               |
| 2004 | Don Bosco – A szeretet küldetése | Saint John Bosco: Mission to Love            | Marquis Clementi                    | Ujréti László |
| 2005 | Titanic: Egy legenda születése   | Titanic: Birth of a Legend                   | dokumentumfilm narrátora            |               |
| 2007 |                                  | Consenting Adults                            | John Wolfenden                      |               |
| 2015 | Tíz kicsi katona                 | And Then There Were None                     | Justice Lawrence Wargrave           | Dunai Tamás   |

#### Sorozat
| Év        | Magyar cím                                | Eredeti cím                           | Szerep                          | Megjegyzések                                                       |
| --------- | ----------------------------------------- | ------------------------------------- | ------------------------------- | ------------------------------------------------------------------ |
| 1974      |                                           | Father Brown                          | Neil O'Brien parancsnok         | 1 epizód                                                           |
| 1975      |                                           | Edward the Seventh                    | Eddy herceg                     | minisorozat (2 epizód)                                             |
| 1977      |                                           | Raffles                               | Teddy Garland                   | 1 epizód                                                           |
| 1984      | A korona ékköve                           | The Jewel in the Crown                | Guy Perron                      | 5 epizód                                                           |
| 1987      | Meghökkentő mesék                         | Tales of the Unexpected               | Robert Smythe                   | 1 epizód                                                           |
| 1988      |                                           | First Born                            | Edward Forester                 | minisorozat (3 epizód)                                             |
| 1989      | Mission: Impossible – Az akciócsoport     | Mission: Impossible                   | miniszterelnök                  | 1 epizód                                                           |
| 1997      | Rebecca – A Manderley-ház asszonya        | Rebecca                               | Maxim de Winter                 | - minisorozat (2 epizód) - magyar hangja: - Fülöp Zsigmond         |
| 2000      | Az igazi Sherlock Holmes rejtélyes esetei | Mysteries of the Real Sherlock Holmes | Sir Henry Carlyle               | 1 epizód                                                           |
| 2002      | Foyle háborúja                            | Foyle's War                           | Guy Spencer                     | 1 epizód                                                           |
| 2002      |                                           | Dan Dare: Pilot of the Future         | Simon Lasker ezredes (hangja)   | 2 epizód                                                           |
| 2005      | Jogfosztottak                             | Last Rights                           | Richard Wheeler                 | minisorozat (3 epizód)                                             |
| 2005      | A tolvajlány                              | Fingersmith                           | Mr. Christopher Lilly           | minisorozat (2 epizód)                                             |
| 2005      | Utazás a világ végére                     | To the Ends of the Earth              | Sir Henry Somerset              | minisorozat (1 epizód)                                             |
| 2005      | Pusztaház örökösei                        | Bleak House                           | Mr. Tulkinghorn                 | minisorozat (12 epizód)                                            |
| 2006      | Agatha Christie: Marple                   | Agatha Christie Marple                | Septimus Bligh                  | - 1 epizód (Balhüvelykem bizsereg) - magyar hangja: - Blaskó Péter |
| 2007      |                                           | Fallen Angel                          | David Byfield                   | minisorozat (3 epizód)                                             |
| 2009      | Merlin kalandjai                          | Merlin                                | Aredian                         | 1 epizód                                                           |
| 2009      |                                           | Trinity                               | Dr. Edmund Maltravers           | 8 epizód                                                           |
| 2010      | A postamester                             | Terry Pratchett's Going Postal        | Havelock Vetinari               | - minisorozat (2 epizód) - magyar hangja: - Blaskó Péter           |
| 2010‍–‍2011   | A szerelem árnyékában                     | Rosamunde Pilcher's Shades of Love    | Edmund Aird                     | 4 epizód                                                           |
| 2011      | Kalandok Sohaországban                    | Neverland                             | Dr. Fludd                       | minisorozat (1 epizód)                                             |
| 2011–2015 | Trónok harca                              | Game of Thrones                       | Tywin Lannister                 | - 27 epizód - magyar hangja: - Dunai Tamás                         |
| 2012      |                                           | Secret State                          | John Hodder                     | 4 epizód                                                           |
| 2012      | Válaszcsapás                              | Strike Back                           | Conrad Knox                     | 10 epizód                                                          |
| 2014      |                                           | The Great Fire                        | Lord Denton                     | minisorozat (4 epizód)                                             |
| 2015      |                                           | Childhood's End                       | Karellen                        | minisorozat (3 epizód)                                             |
| 2015      |                                           | Deadline Gallipoli                    | Ian Hamilton tábornok           | minisorozat (2 epizód)                                             |
| 2017‍–‍2020   |                                           | Savage Kingdom                        | narrátor                        | dokumentumsorozat                                                  |
| 2018      |                                           | The Woman in White                    | Mr. Fredrick Fairlie            | 4 epizód                                                           |
| 2018      | Távterápia                                | Hang Ups                              | Jeremy Pitt                     | - 4 epizód - magyar hangja: - Barbinek Péter                       |
| 2018      |                                           | The Little Drummer Girl               | Picton parancsnok               | minisorozat (2 epizód)                                             |
| 2019      |                                           | The Widow                             | Martin Benson                   | 7 epizód                                                           |
| 2019–2020 | A Korona                                  | The Crown                             | Lajos Ferenc battenbergi herceg | - főszereplő (3-4. évad) - magyar hangja: - Ujréti László          |
| 2020      | Szingapúri szorítás                       | The Singapore Grip                    | Mr. Webb                        | 1 epizód                                                           |
| 2020‍–‍2022   | Az Oszmán Birodalom felemelkedése         | Rise of Empires: Ottoman              | narrátor                        | 12 epizód                                                          |
| 2022      | Sandman: Az álmok fejedelme               | The Sandman                           | Roderick Burgess                | - 1 epizód - magyar hangja: - Ujréti László                        |
| 2022      |                                           | The Serpent Queen                     | VII. Kelemen pápa               | 2 epizód                                                           |
| 2022      | Ez Anglia                                 | This England                          | Max Hastings                    | minisorozat (1 epizód)                                             |
| 2023      | Rabbit Hole                               | Rabbit Hole                           | Ben Wilson                      | - 8 epizód - magyar hangja: - Ujréti László                        |
| 2024      | A Sakál napja                             | The Day of the Jackal                 | Timothy Winthorp                | - 6 epizód - magyar hangja: - Ujréti László                        |
| 2024      |                                           | Renaissance: The Blood and the Beauty | Michelangelo                    | 3 epizód                                                           |

### Videójátékok
| Év   | Cím                       | Szerep                     | Megjegyzések                    |
| ---- | ------------------------- | -------------------------- | ------------------------------- |
| 2014 | The Witcher 3: Wild Hunt  | Emhyr var Emreis kormányzó | angol nyelvű változat           |
| 2018 | Call of Duty: Black Ops 4 | Godfrey az inas            | "Dead of the Night" Zombies Map |

## Színházi szerepek
| Év              | Magyar cím Eredeti cím                                                              | Szerep                               | Helyszín                                                                    |
| --------------- | ----------------------------------------------------------------------------------- | ------------------------------------ | --------------------------------------------------------------------------- |
| 2007 2007 –2008 | – Shadowlands                                                                       | C.S. Lewis                           | Wyndham's Theatre Novello Theatre                                           |
| 2006            | Mondd, Joe Eh Joe                                                                   | Joe                                  | Parade Theatre                                                              |
| 2005            | – The Exonerated                                                                    |                                      | Albery Theatre                                                              |
| 2005            | Ünnep Celebration                                                                   | Richard                              | Gate Theatre; Albery Theatre                                                |
| 2001 –2002      | – The Play What I Wrote                                                             | Sztárvendége                         | Wyndham's Theatre                                                           |
| 2000            | Utazás az éjszakába Long Day's Journey into Night                                   | James Tyrone                         | Lyric Theatre                                                               |
| 1999            | – Good                                                                              | John Halder                          | Donmar Warehouse                                                            |
| 1998            | Három nővér Three Sisters                                                           | Versinyin, Alekszandr Ignatyevics    | Birmingham Repertory Theatre                                                |
| 1989 1990       | Coriolanus                                                                          | Coriolanus                           | Barbican Theatre Royal Shakespeare Company Stratford és Newcastle upon Tyne |
| 1983            | – Turning Over                                                                      | Frank                                | Bush Theatre                                                                |
| 1980            | Az örökösnő The Heiress                                                             | Morris Townsend                      |                                                                             |
| 1979            | Irma, te édes Irma la Douce                                                         | Nestor Patou                         | Shaftesbury Theatre                                                         |
| 1978            | The Changeling                                                                      | Tomazo                               | Royal Shakespeare Company Aldwych                                           |
| 1978            | – The Women Pirates                                                                 | Blackie/Vosquin                      | Royal Shakespeare Company Aldwych                                           |
| 1978 1979       | Coriolanus                                                                          | Tullus Aufidius                      | Aldwych Theatre                                                             |
| 1978 1979       | – The Jail Diary of Albie Sachs                                                     | Whistling Guard/Freeman              | Donmar Warehouse Royal Shakespeare Company The Other Place                  |
| 1977 1978       | VI. Henrik, II. rész Henry VI, Part 2                                               | Buckingham herczeg                   | Royal Shakespeare Company Stratford Aldwych Theatre                         |
| 1977 1978       | Ahogy tetszik As You Like It                                                        | Olivér                               | Royal Shakespeare Company Stratford Aldwych Theatre                         |
| 1977            | Coriolanus                                                                          | Volscian Lieutenant                  | Royal Shakespeare Company Stratford                                         |
| 1977            | V. Henrik Henry V                                                                   | Lord Scroop; Villám                  | Royal Shakespeare Company Stratford                                         |
| 1977            | – Travesties                                                                        | Henry Carr                           | Leeds Playhouse                                                             |
| 1975 1976       | IV. Henrik, I. rész; IV. Henrik, II. rész Henry IV, Part One and Henry IV, Part Two | Lancaster János herczeg              | Royal Shakespeare Company Stratford Aldwych Theatre                         |
| 1975            | V. Henrik Henry V                                                                   | V. Henrik Király                     | Royal Shakespeare Company Glasgow; New York City                            |
| 1975            | III. Richárd Richard III                                                            | Sir William Catesby                  | Royal Shakespeare Company The Other Place                                   |
| 1975            | – Perkin Warbeck                                                                    | Hialas/Astley/spanyol nagykövet      | Royal Shakespeare Company The Other Place                                   |
| 1975 1976       | Hamlet, dán királyfi Hamlet                                                         | Rajnáld; Fortinbras, norvég királyfi | Royal Shakespeare Company The Other Place The Roundhouse                    |
| 1974            | Csipkerózsika The Sleeping Beauty                                                   | Királyfi                             |                                                                             |
| 1974            | Szent Johanna Saint Joan                                                            | Baudricourt                          | Oxford Festival                                                             |
| 1973            | – Born Yesterday                                                                    | Hotel Manager                        | Greenwich Theatre                                                           |
| 1973            | – Hans Kohlhaus                                                                     | Meissen                              | Greenwich Theatre                                                           |
| 1973            | Három nővér Three Sisters                                                           | Szoljonij, Vaszilij Vasziljevic      | Greenwich Theatre                                                           |
| 1972            | A makrancos hölgy The Taming of the Shrew                                           | Filep                                | Chichester Festival Theatre                                                 |
| 1972            | Koldusopera The Beggar's Opera                                                      | Wat Dreary                           | Chichester Festival Theatre                                                 |
| 1971            | – Toad of Toad Hall                                                                 | Borz                                 |                                                                             |

## Fontosabb díjak és jelölések
| Jelölés éve | Díj                               | Kategória                                                       | Jelölt mű                 | Eredmény |
| ----------- | --------------------------------- | --------------------------------------------------------------- | ------------------------- | -------- |
| 1985        | British Academy Television Awards | Legjobb férfi főszereplő                                        | A korona ékköve (1984)    | Jelölve  |
| 2002        | Screen Actors Guild-díj           | Legjobb szereplőgárda (mozifilm)                                | Gosford Park (2001)       | Elnyerte |
| 2006        | Primetime Emmy-díj                | Legjobb férfi főszereplő (televíziós minisorozat vagy tévéfilm) | Pusztaház örökösei (2005) | Jelölve  |
| 2014        | Screen Actors Guild-díj           | Legjobb szereplőgárda (drámasorozat)                            | Trónok harca              | Jelölve  |
| 2015        | Screen Actors Guild-díj           | Legjobb szereplőgárda (drámasorozat)                            | Trónok harca              | Jelölve  |
| 2015        | Screen Actors Guild-díj           | Legjobb szereplőgárda (mozifilm)                                | Kódjátszma (2014)         | Jelölve  |
| 2018        | Primetime Emmy-díj                | Legjobb narrátor                                                | Savage Kingdom            | Jelölve  |